# Angband (jeu vidéo)
Pour Le lieu de la Terre du Milieu, voir Angband.
Angband est un jeu vidéo libre datant de 1990, développé collectivement via Internet. Il appartient à la famille des rogue-like.

## Système de jeu

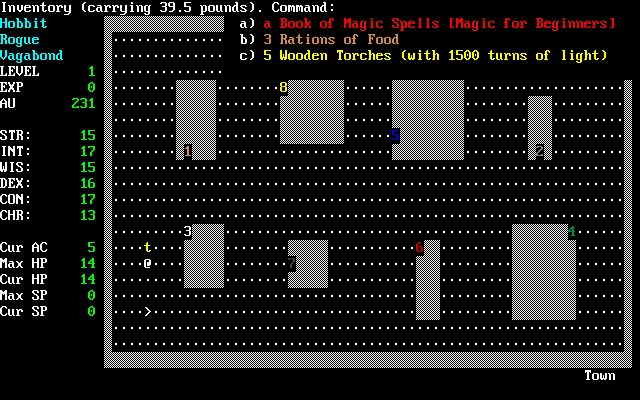
Image du jeu. La colonne de gauche représente la fiche de personnage.

Le but du jeu est de faire évoluer son personnage (un magicien, un guerrier, un prêtre, etc.) en acquérant de l'expérience et des objets magiques, afin de pouvoir s'aventurer de plus en plus profondément dans les souterrains d'Angband et pouvoir, enfin, tuer Sauron puis Morgoth, le noir ennemi, incarnation du mal et maître de Sauron, son premier lieutenant.
Lors de la création du personnage, le joueur choisit une race (humain, hobbit, dunedain, elfe, etc.), une classe (guerrier, prêtre, ranger, magicien, etc.), un sexe et tire ses caractéristiques de départ au hasard.
Il apparait alors dans la ville, sorte de camp de base pour tous ses futurs voyages dans le donjon.
Un point important à noter est la non-persistance des donjons (contrairement à Nethack par exemple) : chaque fois que le personnage entre dans un niveau, celui-ci est re-généré, avec une nouvelle configuration des pièces, de nouveaux monstres et de nouveaux trésors.
Bien entendu, si le personnage a le malheur de tomber sur plus fort que lui et qu'il meurt de ses blessures, rien ne peut le ramener à la vie, le joueur n'a pas d'autres choix que de créer un nouveau personnage et de recommencer de zéro. Ce principe, assez rare dans les autres jeux mais répandu dans les rogue-like, fait toute la difficulté (et l'intêret) du jeu : pour battre ce jeu, il faut un mélange de chance, d'obstination et de talent, ce qui fait que les gagnants, relativement rares, peuvent se vanter (légitimement) sur Internet en postant des YAWP (Yet Another Winning Post, encore un message de vainqueur).

## Le Borg
Un autre élément de ce jeu qui lui est propre, est le borg. Il s'agit d'un joueur automatique, une « intelligence artificielle » dont le but est de vaincre le jeu de manière entièrement automatique. Ce programme est développé par le Dr. Andrew White, et est constamment amélioré afin d'augmenter ses chances de succès. La difficulté inhérente à ce jeu fait que le borg gagne peu (moins de 5 % des personnages créés), mais beaucoup de personnes s'amusent à faire tourner le programme sur leur machine afin de voir le borg à l'œuvre, et peut-être même apprendre de son comportement ultra-conservatif (le borg ne prend aucun risque si cela lui est possible).

## Les variantes
Le code source de Angband, s'il n'est pas sous GPL (les auteurs originels ont disparu depuis longtemps, et leur accord est indispensable pour basculer tout le programme sous GPL), est disponible et librement modifiable et redistribuable. Il y a quelques années, Ben Harrison, le responsable du développement du jeu (l'actuel est Robert Rühlmann) a réécrit complètement le code source, le rendant plus clair et plus modulaire, permettant à des personnes de créer leurs propres variantes, corrigeant le jeu là où elles l'estimaient nécessaire.
Il s'est ensuivi une période appelée « l'explosion des variantes », pendant laquelle sont apparues de nombreuses variantes qui s'éloignent plus ou moins du jeu originel (à tel point qu'aujourd'hui on fait référence au jeu de base en l'appelant « Vanilla » afin de le distinguer des autres).
Un grand nombre sont encore actives de nos jours, on peut citer les principales :
- Zangband : l'histoire est basée sur les romans de Roger Zelazny, le Cycle des Princes d'Ambre
- ToME (Troubles on Middle Earth) : initialement basé sur Zangband, il s'en est complètement éloigné, mettant l'accent sur un meilleur respect des travaux de J. R. R. Tolkien et un jeu le plus riche possible (plus de races, plus de classes, plus d'objets, plus de quêtes...). Le créateur et mainteneur actuel de cette variante est français, son pseudonyme est Darkgod. Cette variante est considérée par beaucoup comme un vivier d'idées, où elles peuvent être testées avant d'être (éventuellement) incorporées à Vanilla.
- DrAngband : développé par Andrew White, l'auteur du Borg, il introduit une nouvelle race jouable : les dragons, qui ont la particularité d'être limité au niveau de l'équipement mais d'avoir des pouvoirs qui leur sont propres (comme cracher le feu). Dans cette variante, l'intelligence artificielle des monstres est beaucoup plus agressive, ce qui augmente grandement la difficulté.